# Anasimus latus
Anasimus latus är en kräftdjursart som beskrevs av M. J. Rathbun 1894. Anasimus latus ingår i släktet Anasimus och familjen Inachoididae. Inga underarter finns listade i Catalogue of Life.

## Bildgalleri

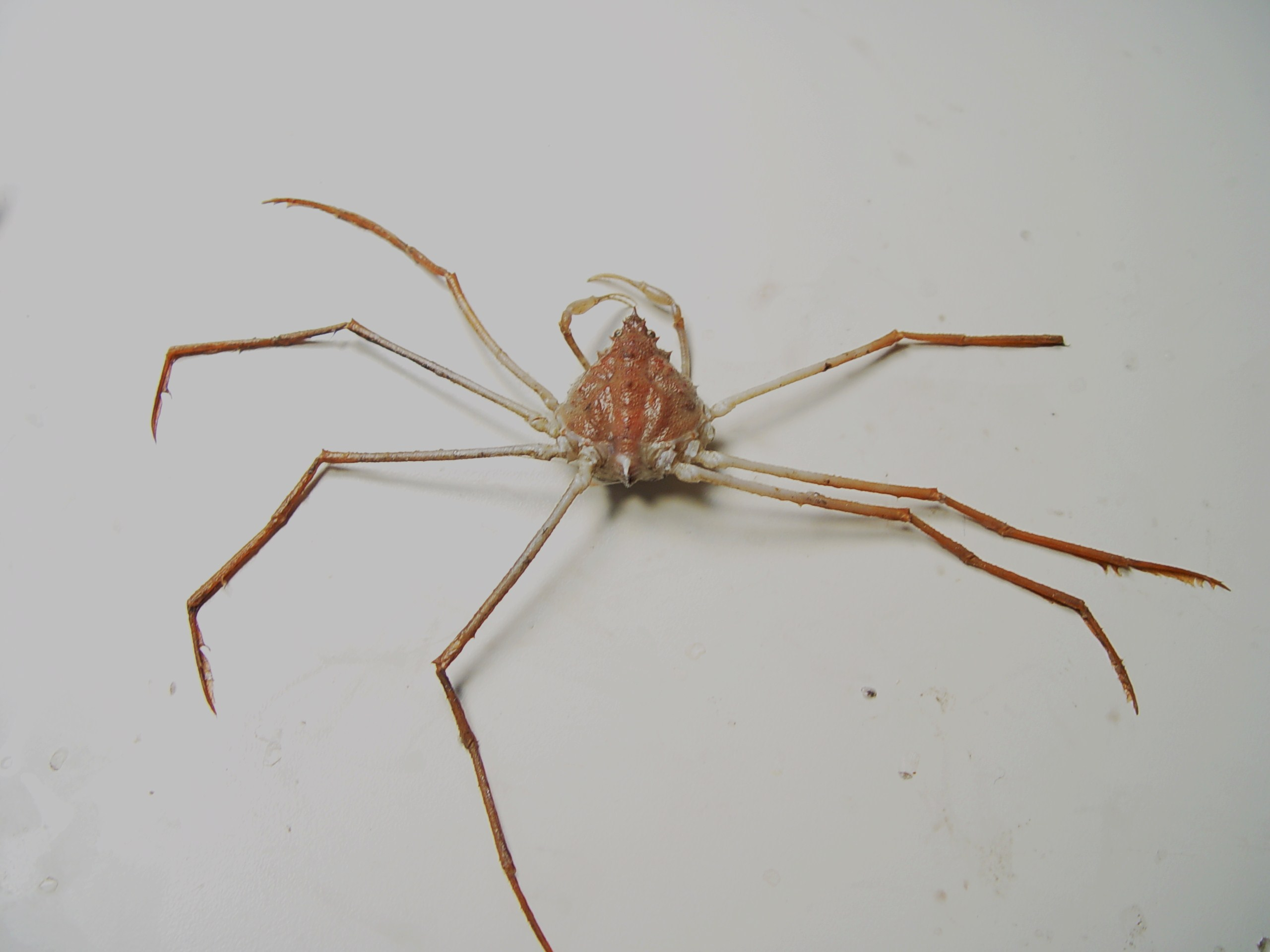